# Maglia rossa

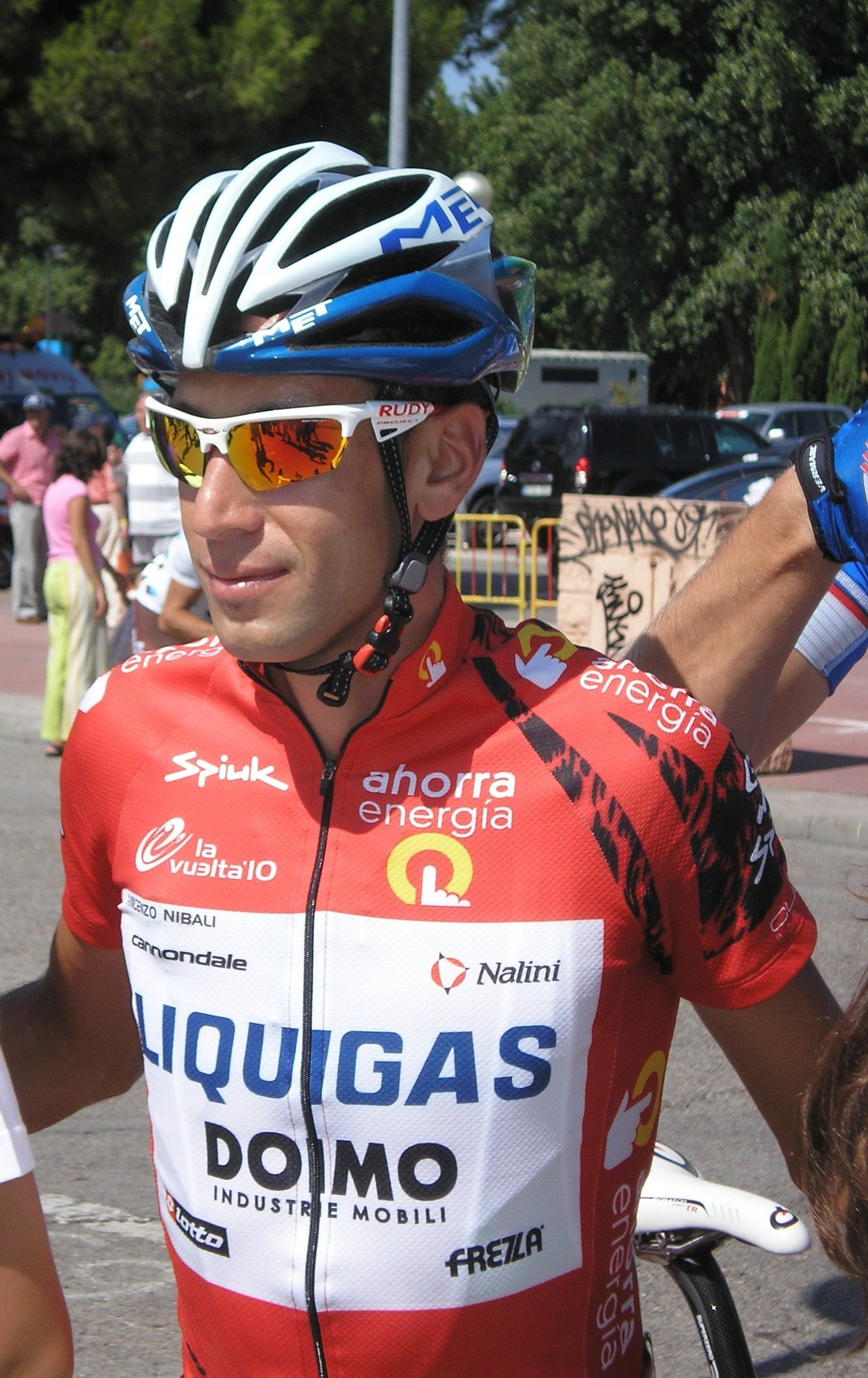
Vincenzo Nibali in maglia rossa alla Vuelta a España 2010

La maglia rossa è la maglia che in alcune corse a tappe di ciclismo su strada viene indossata dal leader di una determinata classifica. Le più note maglie rosse sono quelle della Vuelta a España, dove identifica il leader della classifica generale, e fino al 2016 del Giro d'Italia, dove distingue il primo nella graduatoria a punti.

## Classifica generale
- Vuelta a España (nel 1945, dal 2010)
- Eneco Tour (dal 2005 al 2007)

## Classifica a punti
- Tour de France (nel 1968)
- Giro d'Italia (dal 1967 al 1968, dal 2010 al 2016)
- Tirreno-Adriatico

## Classifica scalatori
- Vuelta a España (nel 1987)
- Vuelta al País Vasco (fino al 2011)
- Volta Ciclista a Catalunya

## Classifica sprint
- Tour de France (dal 1984 al 1989)
- Eneco Tour (dal 2008)

## Classifica della combattività
- Tour Down Under (fino al 2011)

## Classifica a squadre
- Tour Down Under (dal 2012)